# بيرتا بيتانثوس
بيرتا بيتانثوس مورو (بالإسبانية: Berta Betanzos Moro، ولدت في 15 يناير 1988، سانتاندير، كانتابريا، إسبانيا) لاعبة إسبانية، تتنافس في سباق القوارب الشراعية، تشارك في فئة 470 برفقة مواطنها الإسبانية تارا باتشيكو.
حصلت على الميدالية الذهبية بطولة العالم لرياضة الشراع في فئة 470 عام 2011، كما حازت على الميدالية الذهبية في بطولة أوروبا للشراع في فئة 470 عام 2011.

## إنجازاتها

### بطولة العالم للقوارب الشراعية فئة 470
- 2009 رونغستيد  الدنمارك:  ميدالية فضية للشراع في فئة 470.
- 2011 بيرث  البرتغال:  ميدالية ذهبية للشراع في فئة 470.

### بطولة أوروبا للقوارب الشراعية فئة 470
- 2009 تراونسي  النمسا:  ميدالية فضية للشراع في فئة 470.
- 2011 هلسنكي  البرتغال:  ميدالية ذهبية للشراع في فئة 470.

## روابط خارجية
- بيرتا بيتانثوس على موقع الاتحاد الدولي للملاحة الشراعية (موقع جديد) (الإنجليزية)
- بيرتا بيتانثوس على موقع الاتحاد الدولي للملاحة الشراعية (موقع قديم) (الإنجليزية)
- بيرتا بيتانثوس على موقع اللجنة الأولمبية الدولية (الإنجليزية)
- بيرتا بيتانثوس على موقع أوليمبيديا (الإنجليزية)